# Klarissenkloster Neuss

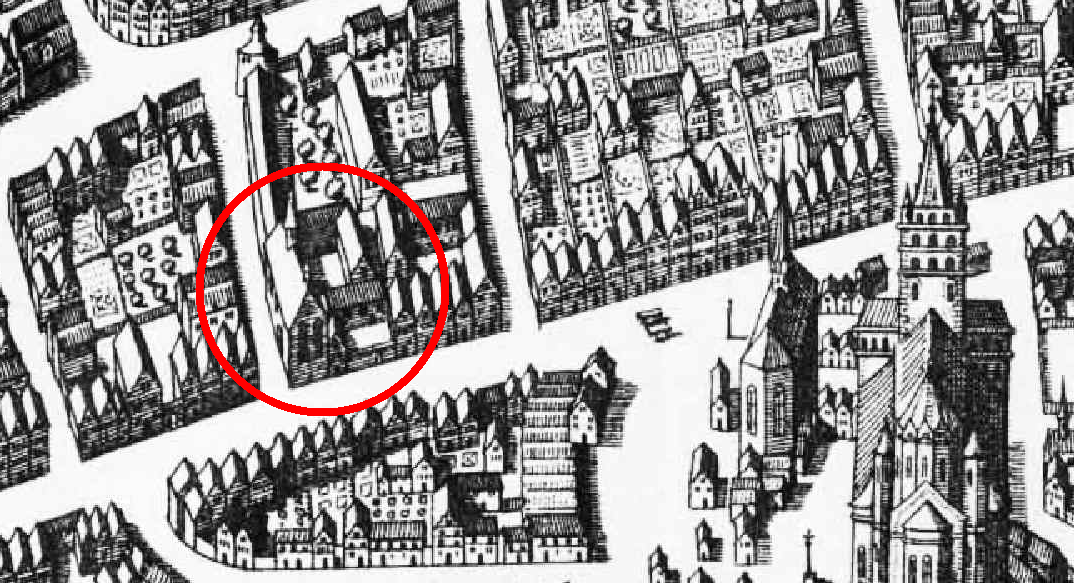
Lage des Klarissenklosters in Neuss vor 1586

An der heutigen Klarissenstraße in Neuss bestand bis zur Säkularisation ein Klarissenkloster. Seine Gebäude wurden zu Beginn des 19. Jahrhunderts abgerissen, um die Straße zu verbreitern.

## Geschichte

### Die Anfänge
Die Witwe Wendelmund von Kothausen und ihre Söhne ermöglichten 1283 durch eine Stiftung die Gründung eines Klosters in der Stadt Neuss. Der Kölner Erzbischof Siegfried von Westerburg bestätigte die Stiftung eines „monasterium sanctimoniale ordinis s. Clarae“ (‚Nonnenkloster des Ordens der heiligen Clara‘) am 16. Oktober 1283.

### Die Quellen
1896 veröffentlichte Karl Tücking in Neuss im Schwan-Verlag sein Regestenwerk „Urkunden und Akten aus dem Archiv der Klarissen zu Neuss“. Darin enthalten sind vier Urkunden im vollen Wortlaut, und zwar eine Urkunde zur Errichtung einer am Katharinenaltar in der Klarenkirche gestifteten Vikarie (Urkunde Nr. 132), eine Urkunde über die Stiftung des Bruders Jelis von Achen und der Schwester Alveradis vom Bongart (Urkunde Nr. 138), die „Vorschriften des Generalvikars A[dolf] Schulken infolge einer Revision des Klarenklosters zu Neuss“ vom 13. Juni 1617 (Urkunde Nr. 225) und die Bestätigung eines Beneficiums mit fünf Messen in der Klarenkirche durch Johann Heinrich von Anethan, Suffragan und Generalvikar zu Köln vom 15. September 1685 (Urkunde Nr. 248).
Das Visitationsprotokoll der Visitation von 1788 ist ebenfalls erhalten und befindet sich nach Wisplinghoff heute im Hauptstaatsarchiv in Düsseldorf.

### Die weitere Entwicklung
1716 begann man mit einem Neubau des Klosters in der Klarissenstraße.
Das Kloster hatte bis zur Säkularisation Bestand.
Erst Ende des 19. Jahrhunderts wurde durch Clemens Sels und Karl Tücking eine Vielzahl von Urkunden und Akten aus dem Archiv der Klarissen zu Neuss bekannt, die die Klostergeschichte aufzeigen. Über den Grundbesitz des Klosters schrieb Tücking: „1795 hatte das Kloster im ganzen 146 Morgen, von denen es an Jahrespacht 63 Malter Roggen erhielt“.
Heute existiert nur noch der Gewölbekeller des ehemaligen Klosters, welcher als Veranstaltungslokation genutzt wird.